# Разыскиваются в Малибу
«Разыскиваются в Малибу» (англ. Malibu’s Most Wanted) — американский комедийный фильм Джона Уайтселла 2003 года. Главный герой фильма, белый рэпер Би Рэд, первоначально был придуман Джейми Кеннеди для своей юмористической телепрограммы The Jamie Kennedy Experiment, которая состояла из розыгрышей со скрытой камерой. В написании сценария также приняли участие создатели MADtv Факс Бар и Адам Смолл, выступив и продюсерами фильма.

## Сюжет
Билл Глюкман, богатый еврейский сенатор из Малибу, баллотируется на пост губернатора Калифорнии. Его избирательной кампании мешает его сын Брэд, который представляет себя гангста-рэпером Би Рэдом из гетто. Его родители очень занятые люди, поэтому своему сыну, пока он рос, они уделяли мало времени. В детстве Брэд услышал рэп в наушниках своей домработницы и понял, что это его музыка. Чернокожий помощник Билла Глюкмана придумывает, что можно было бы с этим сделать. Он нанимает двух чернокожих актёров Шона и Пи Джея, чтобы те изобразили из себя гангстеров и, похитив Брэда, показали тому жизнь в настоящем гетто, чтобы Брэд понял, что никакого отношения к этому не имеет, и перестал притворяться.
Шон и Пи Джей, которые должны изображать гангстеров, сами никогда ни в каком гетто не жили. Они обращаются за помощью к единственному человеку из тех мест, которого они знают. Этим человеком оказывается двоюродная сестра Пи Джея Шондра. Вся эта троица похищает Брэда и отвозит в Южный Централ. Там с ним пытаются и просто поговорить и запугать, но ничего из этого не выходит. Тогда его везут на гангстерское дело, на ограбление магазина, а затем и на рэп-баттл. Там рэп Брэда освистывают, что очень ранит его. Брэд совсем было падает духом, но говорящая крыса Ронни подбадривает его и советует быть собой и продолжать своё дело. Попутно Брэд подслушивает разговор Шона, из которого узнаёт, что всё похищение было подстроено.
Неожиданно Брэда похищают члены настоящей уличной банды. Их лидер Тэк поначалу хочет просто проучить Брэда, поскольку считает, что он встречается с Шондрой, его бывшей девушкой, а затем гангстеры уже хотят получить за него выкуп, узнав, что тот сын сенатора. В это время на банду Тэка нападают представители конкурирующей банды. Брэд не верит, что вся эта бандитская разборка настоящая и продолжает всё воспринимать как розыгрыш, дерзко отстреливаясь из узи. За такую смелую выходку Тэк принимает Брэда в свою банду. В какой-то момент Брэд наконец понимает, что все эти бандиты настоящие, но он уже стал членом банды, а покинуть банду не так-то просто. В это время Брэда с узи в руках показывают в новостях и его отец решает, что эта история зашла слишком уж далеко и сына надо срочно спасать. На помощь к Брэду из Малибу отправляются и его друзья.
В конце концов, Билл Глюкман примиряется с сыном, принимая его таким, какой он есть. У Брэда и Шондры завязываются отношения. Шондра открывает салон красоты, о котором давно мечтала. Сам Билл Глюкман становится губернатором Калифорнии.

## В ролях
- Джейми Кеннеди — Брэд «Би Рэд Джи» Глюкман
- Тэй Диггз — Шон
- Энтони Андерсон — Пи Джей
- Реджина Холл — Шондра
- Блэр Андервуд — Том Гиббонс
- Дэмиен Уайанс — Тэк
- Райан О’Нил — Билл Глюкман
- Бо Дерек — Бесс Глюкман
- Джеффри Тэмбор — доктор Фельдман
- Кэл Пенн — Хаджи
- Snoop Dogg — Ронни (озвучивание)
- Ник Свардсон — Мока
- Кейли Лефковитц — Монстр
- Келли Мартин — Джен
- Грег Гранберг — Бретт
- Жан-Поль Ману — Гэри
- Терри Крюс — Эйт Болл
- Ноэль Гульеми — Снаффи

- Майк Эппс, Felli Fel, Hi-C, Young Dre the Truth, Drop da Bomb, Хэл Фишман и Big Boy сыграли в фильме самих себя

## Саундтрек
Саундтрек к фильму вышел 15 апреля 2003 года на лейбле Universal Records. На AllMusic альбом оценили на 3 звезды из 5.
1. Snoop Dogg and Jamie Kennedy — «Girls, Girls» (4:25)
2. Grandaddy Souf — «I Told Ya» (2:56)
3. Baby Jaymes and Jamie Kennedy — «Most Wanted in Malibu» (2:47)
4. Pastor Troy — «Chug-A-Lug» (4:36)
5. David Banner and B-Flat — «Really Don’t Wanna Go» (3:56)
6. Mario Winans and Mr. Cheeks — «Crush on You» (3:55)
7. 702 — «Blah Blah Blah Blah» (2:58)
8. Rated R — «In Here Ta Nite» (3:59)
9. Dirty and Mannie Fresh — «That’s Dirty» (4:13)
10. Hi-C, Kokane, Young Dre the Truth and Drop — «Play That Funky Music (White Boy)» (4:23)
11. Butch Cassidy — «I Want You Girl» (4:20)
12. Akia and Kareem Osbourne — «California» (3:30)
13. Choppa and Master P — «Choppa Style» (4:30)
14. Silkk the Shocker, Curren$y and 504 Boyz — «Get Back» (3:32)

## Рецензии
На сайте Rotten Tomatoes у фильма рейтинг «свежести» 31 % на основе 93 рецензий, а на Metacritic 43 балла из 100 на основе 25 рецензий. Кинокритик Роджер Эберт в своей рецензии отметил, что у фильма хорошая сатирическая задумка, однако она не использована на полную, и создатели фильма в целом действуют осторожно. По описанию The New York Times, фильм «выглядит как озорная социальная сатира, высмеивающая избалованных пригородных белых мальчиков, которые играют в чёрных, а также гипер-мачо поведение и лексикон настоящих гангста-рэперов». Издание также отмечает, что фильм смотрится горазда лучше большинства современных молодёжных комедий. В San Francisco Chronicle похвалили игру актёров второго плана.